# 1986年の相撲
1986年の相撲（1986ねんのすもう）は、1986年の相撲関係のできごとについて述べる。

## 大相撲

### できごと
- 1月，1月場所初日に横綱隆の里が保志に敗れ翌二日目に引退を発表。初日、昭和天皇観戦。協会役員改選で春日野理事長を7選。二子山が理事長代行に就任。
- 3月、大阪府立体育会館が建て替えのため、この年だけ大阪市中央体育館で開催。
- 4月、大山親方（元大関松登）死去、61歳。東関部屋が墨田区東駒形で土俵開き。昭和天皇在位60年記念式典が両国国技館で行われた。
- 5月、5月場所初日、来日中のイギリスのチャールズ皇太子・ダイアナ妃夫妻が相撲観戦。8日目、昭和天皇観戦。
- 6月、元前頭5枚目琴千歳が引退、世話人に転向。荒汐親方（元十両5枚目豊ノ花）死去、63歳。
- 7月、7月場所12日目、連続出場1630回の史上1位の記録を残して、元関脇青葉城引退、年寄不知火襲名。場所後、北尾の横綱推挙決定。双羽黒に改名。1横綱時代を解消した。しかし、優勝経験なしの横綱昇進には反対論もあった。保志の大関昇進も決まり、北勝海に改名。
- 8月、中村部屋が江戸川区中央で土俵開き。
- 9月、9月場所8日目、昭和天皇観戦。元関脇開隆山死去、47歳。元前頭2枚目三杉磯引退、年寄峰崎襲名。
- 10月、パリ公演。7日に出発し16日に帰国。元前頭筆頭天ノ山引退、年寄立田山襲名。元前頭2枚目寶國（斉須）引退、世話人に転向。

### 本場所
- 一月場所（両国国技館・12日～26日）
幕内最高優勝 : 千代の富士貢（13勝2敗,15回目）
　殊勲賞-旭富士、敢闘賞-琴ヶ梅、技能賞-保志
十両優勝 : 水戸泉政人（11勝4敗）
- 三月場所（大阪市中央体育館・9日～23日）
幕内最高優勝 : 保志延芳（13勝2敗,初）
　殊勲賞-保志、敢闘賞-小錦、水戸泉、技能賞-保志、小錦
十両優勝 : 益荒雄広生（11勝4敗）
- 五月場所（両国国技館・11日～25日）
幕内最高優勝 : 千代の富士貢（13勝2敗,16回目）
　殊勲賞-旭富士、敢闘賞-保志
十両優勝 : 竹葉山真邦（11勝4敗）
- 七月場所（愛知県体育館・6日～20日）
幕内最高優勝 : 千代の富士貢（14勝1敗,17回目）
　殊勲賞-保志、敢闘賞-水戸泉、技能賞-琴ヶ梅
十両優勝 : 三杉里公似（11勝4敗）
- 九月場所（両国国技館・14日～28日）
幕内最高優勝 : 千代の富士貢（14勝1敗,18回目）
　殊勲賞-小錦、敢闘賞-寺尾、技能賞-逆鉾
十両優勝 : 騏ノ嵐和敏（12勝3敗）
- 十一月場所（福岡国際センター・9日～23日）
幕内最高優勝 : 千代の富士貢（13勝2敗,19回目）
　殊勲賞-小錦、敢闘賞-益荒雄、技能賞-霧島
十両優勝 : 栃乃和歌清隆（10勝5敗）
- 年間最優秀力士賞（年間最多勝）：千代の富士貢（68勝10敗12休）

## 誕生
- 4月5日 - 魁猛（最高位：十両10枚目、所属：放駒部屋→芝田山部屋）[1]
- 4月6日 - 豪栄道豪太郎（最高位：大関、所属：境川部屋、年寄：武隈）[2]
- 6月19日 - 碧山亘右（最高位：関脇、所属：田子ノ浦部屋→春日野部屋、年寄：岩友）[3][4]
- 7月3日 - 稀勢の里寛（第72代横綱、所属：鳴戸部屋→田子ノ浦部屋、年寄：二所ノ関）[5]
- 7月28日 - 北磻磨聖也（現役力士、所属：北の湖部屋→山響部屋）[6]
- 8月21日 - 荒鷲毅（最高位：前頭2枚目、所属：荒磯部屋→花籠部屋→峰崎部屋）[7]
- 8月22日 - 德勝龍誠（最高位：前頭2枚目、所属：木瀬部屋→北の湖部屋→木瀬部屋、年寄：千田川）[8][9]
- 9月23日 - 皇風俊司（最高位：前頭13枚目、所属：尾車部屋）[10]
- 10月11日 - 勢翔太（最高位：関脇、所属：伊勢ノ海部屋、年寄：春日山）[11]
- 10月22日 - 妙義龍泰成（最高位：関脇、所属：境川部屋、年寄：振分）[12][13]
- 12月16日 - 鳰の湖真二（現役力士、所属：北の湖部屋→山響部屋）[11]
- 12月18日 - 魁聖一郎（最高位：関脇、所属：友綱部屋→大島部屋、年寄：友綱）[14]

## 死去
- 3月21日 - 大蛇潟金作（最高位：前頭筆頭、所属：錦島部屋、* 1919年【大正8年】）[15]
- 4月1日 - 山口利夫（柔道家、プロレスラー、最高位幕下付出、* 1914年【大正3年】）
- 4月21日 - 松登晟郎（最高位：大関、所属：大山部屋、年寄：大山、+ 1924年【大正13年】）[16]
- 6月21日 - 豊ノ花光義（最高位：十両5枚目、所属：荒汐部屋→双葉山道場→時津風部屋、年寄：荒汐、* 1923年【大正12年】）
- 8月10日 - 隠岐ノ島恵一（最高位：十両7枚目、所属：時津風部屋、* 1934年【昭和9年】）
- 9月3日 - 小戸ヶ岩龍雄（最高位：前頭15枚目、所属：若藤部屋、* 1914年【大正3年】）[17]
- 9月5日 - 荒岐山正（最高位：前頭11枚目、所属：時津風部屋、* 1940年【昭和15年】）[18]
- 9月10日 - 開隆山勘之亟（最高位：関脇、所属：荒磯部屋→伊勢ヶ濱部屋、* 1939年【昭和14年】）[19]
- 10月22日 - 愛知山春雄（最高位：前頭4枚目、所属：立浪部屋、* 1922年【大正11年】）[20]
- 12月20日 - 國ノ濱源逸（最高位：前頭5枚目、所属：井筒部屋、* 1906年【明治39年】）[21]